# Бруну Алвіш
Бру́ну А́лвіш (порт. Bruno Alves, нар. 27 листопада 1981, Повуа-де-Варзін) — португальський футболіст, що грав на позиції центрального захисника. Виступав за низку європейських клубних команд та збірну Португалії. З червня 2022 року посідає посаду спортивного директора грецьког клубу АЕК (Афіни).
Футболіст року в Португалії (2009) та чемпіон Європи (2016). Входить в 10-ку лідерів в історії збірної Португалії за кількістю зіграних матчів, був учасником трьох чемпіонатів світу, трьох чемпіонатів Європи, а також одного Кубка конфедерацій.

## Клубна кар'єра
Розпочав займатись футболом в команді рідного міста «Варзім», а потім потрапив в академію «Порту», за яку виступав до 2002 року. Однак до основної команди не пробився і наступні три сезони поспіль він виступав на правах оренди відповідно за «Фаренсе», «Віторію» з Гімарайнша і грецький «АЕК», куди його запросив Фернанду Сантуш, хороший знайомий Алвіша.
2005 року повернувся до «Порту» і вже за рік, у 2006 році, почав на постійній основі потрапляти до стартового складу його команди. Відіграв за основну команду клубу п'ять сезонів своєї ігрової кар'єри. Більшість часу, проведеного у складі «Порту», був основним гравцем захисту команди. Відіграв за клуб з Порту наступні п'ять сезонів своєї ігрової кар'єри. З 2006 по 2009 рік чотири рази поспіль вигравав разом з командою національний чемпіонат Португалії, також тричі ставав володарем Кубка Португалії та двічі Суперкубка країни.

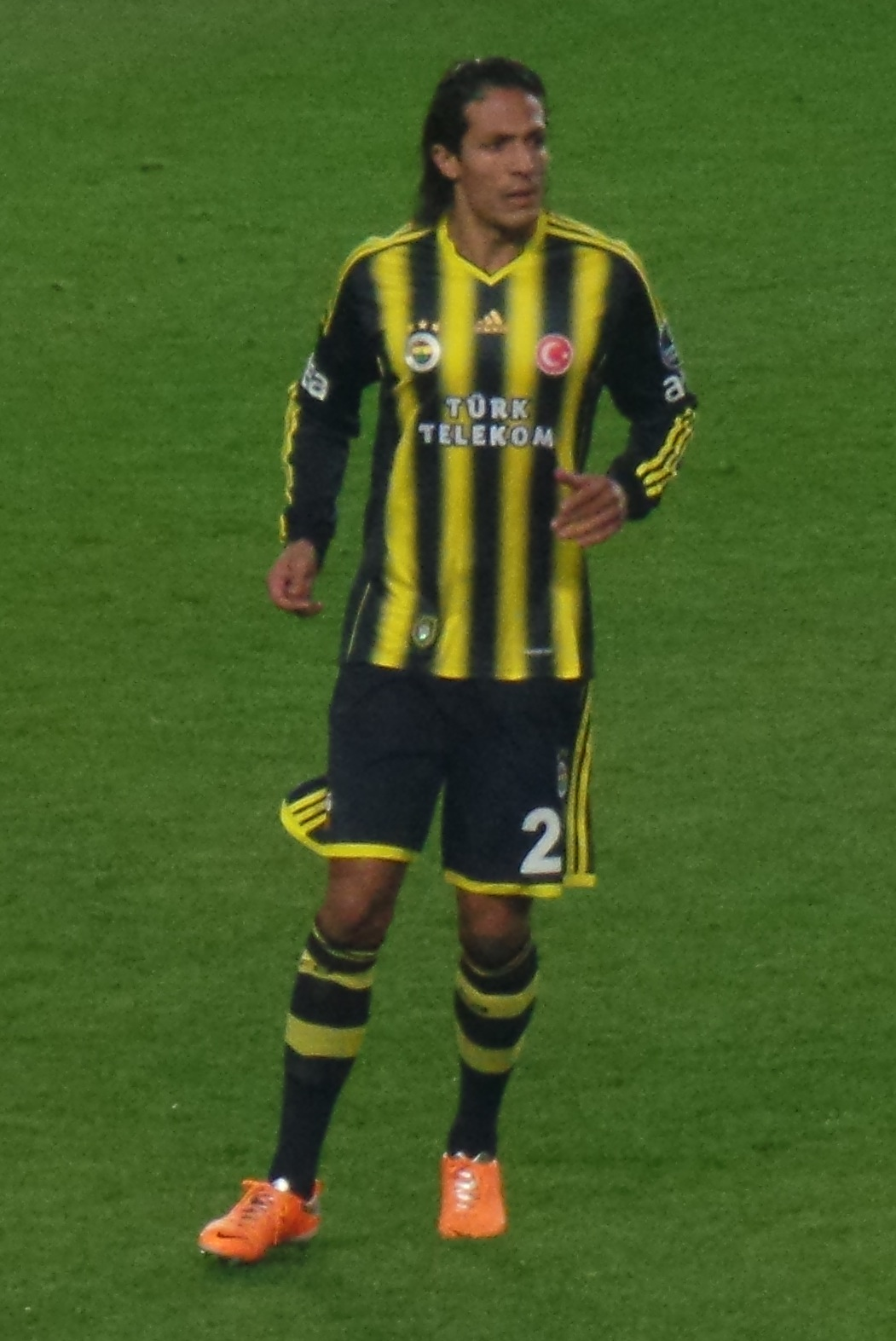
Бруну Алвіш під час виступів за «Фенербахче». 2014 рік.

3 серпня 2010 року «Порту» офіційно оголосив про те, що петербурзький «Зеніт» погодив умови про купівлю захисника за 22 мільйони євро. 30 вересня 2010 року в матчі Ліги Європи 2010/11 проти свого колишнього клубу АЕК на 13-й хвилині відкрив рахунок своїм голам за «Зеніт». Всього відіграв за команду 71 матч в національному чемпіонаті і став чемпіоном Росії 2010 року.
5 червня 2013 року було оголошено про те, що португальський захисник покидає «Зеніт». Його новим клубом став турецький «Фенербахче». З ним він виграв чемпіонат, а також Суперкубок Туреччини.
6 червня 2016 року «Кальярі» оголосив про перехід Бруну Алвіша в італійський клуб. Угода розрахована на 2 роки. 31 травня 2017 року італійський клуб оголосив про відхід Алвіша, а незабаром стало відомо, що він перебрався в шотландський «Рейнджерс». Протягом сезону відіграв за команду з Глазго 20 матчів в національному чемпіонаті.
Влітку 2018 року повернувся до Італії, де протягом трьох сезонів захищав кольори «Парми». Завершував ігрову кар'єру в сезоні 2021/22 виступами в Греції за «Аполлон Смірніс».

## Виступи за збірні
Протягом 2001—2004 років залучався до складу молодіжної збірної Португалії. На молодіжному рівні зіграв у 29 офіційних матчах, забив 3 голи.
Влітку 2004 року був у складі олімпійської збірної на літніх Олімпійських іграх 2004 року у Греції, де команда Бруну не зуміла вийти з групи, а він зіграв у всіх трьох матчах.
У червні 2007 року дебютував в офіційних матчах у складі національної збірної Португалії в товариській грі проти Кувейту (1:1), а наступного року поїхав зі збірною на чемпіонат Європи 2008 року в Австрії та Швейцарії, де зіграв у одному матчі проти швейцарців (0:2).
Після цього Алвіш був основним гравцем збірної у відборі на чемпіонат світу 2010 року. В матчі проти Албанії (2:1) він забив переможний гол, що дозволило Португалії досягти плей-оф. Там, у першій грі проти збірної проти Боснії і Герцеговини він забив єдиний гол у матчі. Другий матч також закінчився мінімальною перемогою португальців, що дозволило їх команді кваліфікуватись на чемпіонат світу 2010 року у ПАР, де Алвес зіграв у всіх чотирьох матчах.
Через два роки був основним гравцем і на чемпіонаті Європи 2012 року в Україні та Польщі. Там у півфінальній грі Бруну Алвіш не забив вирішальний післяматчевий пенальті, через який Португалія змушена була покинути турнір. Натомість на наступному великому турнірі, чемпіонаті світу 2014 року, Португалія виступила вкрай невдало, не зумівши вийти з групи, а Алвіш зіграв у двох матчах.
Найвдалішим для Алвіша став наступний чемпіонат Європи 2016 року у Франції. На цьому турнірі Бруну з командою вперше в історії став чемпіоном Європи, щоправда сам футболіст зіграв на турнірі лише у півфіналі проти Уельсу через пошкодження Пепе. Натомість основним Бруну Алвіш був на Кубоку конфедерацій 2017 року у Росії, зігравши у трьох матчах і ставши бронзовим призером турніру. Наступного року він був включений і в заявку збірної на чемпіонат світу 2018 року у Росії.
Після мундіалю 2018 року перестав отримувати виклики до національної команди. Всього провів у формі головної команди країни 96 матчів, забивши 11 голів.
| Дата       | Місто                  | Господарі            | Результат               | Гості                | Турнір                                    | Голи | Примітки |
| ---------- | ---------------------- | -------------------- | ----------------------- | -------------------- | ----------------------------------------- | ---- | -------- |
| 5-6-2007   | Ель-Кувейт             | Кувейт               | 1 – 1                   | Португалія           | товариський матч                          | -    |          |
| 22-8-2007  | Єреван                 | Вірменія             | 1 – 1                   | Португалія           | Відбір до ЧЄ 2008                         | -    | 76'      |
| 8-9-2007   | Лісабон                | Португалія           | 2 – 2                   | Польща               | Відбір до ЧЄ 2008                         | -    |          |
| 12-9-2007  | Лісабон                | Португалія           | 1 – 1                   | Сербія               | Відбір до ЧЄ 2008                         | -    |          |
| 13-10-2007 | Баку                   | Азербайджан          | 0 – 2                   | Португалія           | Відбір до ЧЄ 2008                         | 1    |          |
| 17-10-2007 | Алмати                 | Казахстан            | 1 – 2                   | Португалія           | Відбір до ЧЄ 2008                         | -    |          |
| 17-11-2007 | Лейрія                 | Португалія           | 1 – 0                   | Вірменія             | Відбір до ЧЄ 2008                         | -    |          |
| 21-11-2007 | Порту                  | Португалія           | 0 – 0                   | Фінляндія            | Відбір до ЧЄ 2008                         | -    |          |
| 6-2-2008   | Цюрих                  | Італія               | 3 – 1                   | Португалія           | товариський матч                          | -    |          |
| 26-3-2008  | Дюссельдорф            | Греція               | 2 – 1                   | Португалія           | товариський матч                          | -    | 46'      |
| 31-5-2008  | Візеу                  | Португалія           | 2 – 0                   | Грузія               | товариський матч                          | -    | 46'      |
| 15-6-2008  | Базель                 | Швейцарія            | 2 – 0                   | Португалія           | ЧЄ 2008 - 1-й етап                        | -    |          |
| 20-8-2008  | Авейру                 | Португалія           | 5 – 0                   | Фарерські острови    | товариський матч                          | 1    | 55'      |
| 11-10-2008 | Стокгольм              | Швеція               | 0 – 0                   | Португалія           | Відбір до ЧС 2010                         | -    |          |
| 15-10-2008 | Брага                  | Португалія           | 0 – 0                   | Албанія              | Відбір до ЧС 2010                         | -    |          |
| 19-11-2008 | Гама                   | Бразилія             | 6 – 2                   | Португалія           | товариський матч                          | -    |          |
| 11-2-2009  | Фару                   | Португалія           | 1 – 0                   | Фінляндія            | товариський матч                          | -    |          |
| 28-3-2009  | Порту                  | Португалія           | 0 – 0                   | Швеція               | Відбір до ЧС 2010                         | -    |          |
| 31-3-2009  | Лозанна                | Португалія           | 2 – 0                   | ПАР                  | товариський матч                          | 1    |          |
| 6-6-2009   | Тирана                 | Албанія              | 1 – 2                   | Португалія           | Відбір до ЧС 2010                         | 1    |          |
| 10-6-2009  | Таллінн                | Естонія              | 0 – 0                   | Португалія           | товариський матч                          | -    | 84'      |
| 12-8-2009  | Вадуц                  | Ліхтенштейн          | 0 – 3                   | Португалія           | товариський матч                          | -    | 74'      |
| 5-9-2009   | Копенгаген             | Данія                | 1 – 1                   | Португалія           | Відбір до ЧС 2010                         | -    |          |
| 9-9-2009   | Будапешт               | Угорщина             | 0 – 1                   | Португалія           | Відбір до ЧС 2010                         | -    |          |
| 10-10-2009 | Лісабон                | Португалія           | 3 – 0                   | Угорщина             | Відбір до ЧС 2010                         | -    |          |
| 14-11-2009 | Лісабон                | Португалія           | 1 – 0                   | Боснія і Герцеговина | Відбір до ЧС 2010                         | 1    |          |
| 18-11-2009 | Зениця                 | Боснія і Герцеговина | 0 – 1                   | Португалія           | Відбір до ЧС 2010                         | -    |          |
| 3-3-2010   | Коїмбра                | Португалія           | 2 – 0                   | КНР                  | товариський матч                          | -    | 63'      |
| 24-5-2010  | Ковілян                | Португалія           | 0 – 0                   | Кабо-Верде           | товариський матч                          | -    |          |
| 1-6-2010   | Ковілян                | Португалія           | 3 – 1                   | Камерун              | товариський матч                          | -    | 63'      |
| 8-6-2010   | Йоганнесбург           | Португалія           | 3 – 0                   | Мозамбік             | товариський матч                          | -    |          |
| 15-6-2010  | Порт-Елізабет          | Кот-д'Івуар          | 0 – 0                   | Португалія           | ЧС 2010 - 1-й етап                        | -    |          |
| 21-6-2010  | Кейптаун               | Португалія           | 7 – 0                   | Північна Корея       | ЧС 2010 - 1-й етап                        | -    |          |
| 25-6-2010  | Дурбан                 | Португалія           | 0 – 0                   | Бразилія             | ЧС 2010 - 1-й етап                        | -    |          |
| 29-6-2010  | Кейптаун               | Іспанія              | 1 – 0                   | Португалія           | ЧС 2010 - 1/8 фіналу                      | -    |          |
| 3-9-2010   | Гімарайнш              | Португалія           | 4 – 4                   | Кіпр                 | Відбір до ЧЄ 2012                         | -    |          |
| 7-9-2010   | Осло                   | Норвегія             | 1 – 0                   | Португалія           | Відбір до ЧЄ 2012                         | -    |          |
| 17-11-2010 | Лісабон                | Португалія           | 4 – 0                   | Іспанія              | товариський матч                          | -    |          |
| 9-2-2011   | Женева                 | Аргентина            | 2 – 1                   | Португалія           | товариський матч                          | -    |          |
| 29-3-2011  | Авейру                 | Португалія           | 2 – 0                   | Фінляндія            | товариський матч                          | -    |          |
| 4-6-2011   | Лісабон                | Португалія           | 1 – 0                   | Норвегія             | Відбір до ЧЄ 2012                         | -    |          |
| 10-8-2011  | Фару                   | Португалія           | 5 – 0                   | Люксембург           | товариський матч                          | -    | 85'      |
| 2-9-2011   | Нікосія                | Кіпр                 | 0 – 4                   | Португалія           | Відбір до ЧЄ 2012                         | -    |          |
| 7-10-2011  | Порту                  | Португалія           | 5 – 3                   | Ісландія             | Відбір до ЧЄ 2012                         | -    |          |
| 11-10-2011 | Копенгаген             | Данія                | 2 – 1                   | Португалія           | Відбір до ЧЄ 2012                         | -    |          |
| 11-11-2011 | Зениця                 | Боснія і Герцеговина | 0 – 0                   | Португалія           | Відбір до ЧЄ 2012                         | -    |          |
| 15-11-2011 | Лісабон                | Португалія           | 6 – 2                   | Боснія і Герцеговина | Відбір до ЧЄ 2012                         | -    |          |
| 29-2-2012  | Варшава                | Польща               | 0 – 0                   | Португалія           | товариський матч                          | -    |          |
| 26-5-2012  | Лейрія                 | Португалія           | 0 – 0                   | Північна Македонія   | товариський матч                          | -    |          |
| 2-6-2012   | Лісабон                | Португалія           | 1 – 3                   | Туреччина            | товариський матч                          | -    | 70'      |
| 9-6-2012   | Львів                  | Німеччина            | 1 – 0                   | Португалія           | ЧЄ 2012 - 1-й етап                        | -    |          |
| 13-6-2012  | Львів                  | Данія                | 2 – 3                   | Португалія           | ЧЄ 2012 - 1-й етап                        | -    |          |
| 17-6-2012  | Харків                 | Португалія           | 2 – 1                   | Нідерланди           | ЧЄ 2012 - 1-й етап                        | -    |          |
| 21-6-2012  | Варшава                | Чехія                | 0 – 1                   | Португалія           | ЧЄ 2012 - чвертьфінал                     | -    |          |
| 27-6-2012  | Донецьк                | Португалія           | 0 – 0 д.ч. (2 – 4 п.п.) | Іспанія              | ЧЄ 2012 - півфінал                        | -    | 86'      |
| 7-9-2012   | Люксембург             | Люксембург           | 1 – 2                   | Португалія           | Відбір до ЧС 2014                         | -    | 78'      |
| 11-9-2012  | Брага (Португалія)     | Португалія           | 3 – 0                   | Азербайджан          | Відбір до ЧС 2014                         | 1    |          |
| 12-10-2012 | Москва                 | Росія                | 1 – 0                   | Португалія           | Відбір до ЧС 2014                         | -    |          |
| 16-10-2012 | Порту                  | Португалія           | 1 – 1                   | Північна Ірландія    | Відбір до ЧС 2014                         | -    |          |
| 14-11-2012 | Лібревіль              | Габон                | 2 – 2                   | Португалія           | товариський матч                          | -    | 46'      |
| 6-2-2013   | Гімарайнш              | Португалія           | 2 – 3                   | Еквадор              | товариський матч                          | -    |          |
| 22-3-2013  | Тель-Авів-Яфо          | Ізраїль              | 3 – 3                   | Португалія           | Відбір до ЧС 2014                         | 1    | 74'      |
| 26-03-2013 | Баку                   | Азербайджан          | 0 – 2                   | Португалія           | Відбір до ЧС 2014                         | 1    | кап.     |
| 12-10-2012 | Москва                 | Росія                | 1 – 0                   | Португалія           | Відбір до ЧС 2014                         | -    |          |
| 10-6-2013  | Женева                 | Хорватія             | 0 – 1                   | Португалія           | товариський матч                          | -    | 46'      |
| 14-8-2013  | Фару                   | Португалія           | 1 – 1                   | Нідерланди           | товариський матч                          | -    | 82'      |
| 6-9-2013   | Белфаст                | Північна Ірландія    | 2 – 4                   | Португалія           | Відбір до ЧС 2014                         | 1    |          |
| 10-9-2013  | Фоксборо (Массачусетс) | Бразилія             | 3 – 1                   | Португалія           | товариський матч                          | -    | 85'      |
| 15-11-2013 | Лісабон                | Португалія           | 1 – 0                   | Швеція               | Відбір до ЧС 2014                         | -    |          |
| 19-11-2013 | Стокгольм              | Швеція               | 2 – 3                   | Португалія           | Відбір до ЧС 2014                         | -    |          |
| 31-5-2014  | Оейраш                 | Португалія           | 0 – 0                   | Греція               | товариський матч                          | -    |          |
| 6-6-2014   | Фоксборо               | Мексика              | 0 – 1                   | Португалія           | товариський матч                          | 1    |          |
| 16-6-2014  | Салвадор               | Німеччина            | 4 – 0                   | Португалія           | ЧС 2014 - 1-й етап                        | -    |          |
| 22-6-2014  | Манаус                 | США                  | 2 – 2                   | Португалія           | ЧС 2014 - 1-й етап                        | -    |          |
| 26-6-2014  | Бразиліа               | Португалія           | 2 – 1                   | Гана                 | ЧС 2014 - 1-й етап                        | -    |          |
| 11-10-2014 | Сен-Дені               | Франція              | 2 – 1                   | Португалія           | товариський матч                          | -    | 46'      |
| 18-11-2014 | Манчестер              | Аргентина            | 0 – 1                   | Португалія           | товариський матч                          | -    |          |
| 29-3-2015  | Лісабон                | Португалія           | 2 – 1                   | Сербія               | Відбір до ЧЄ 2016                         | -    |          |
| 13-6-2015  | Єреван                 | Вірменія             | 2 – 3                   | Португалія           | Відбір до ЧЄ 2016                         | -    |          |
| 16-6-2015  | Женева                 | Італія               | 0 – 1                   | Португалія           | товариський матч                          | -    | кап. 59' |
| 8-10-2015  | Брага                  | Португалія           | 1 – 0                   | Данія                | Відбір до ЧЄ 2016                         | -    |          |
| 11-10-2015 | Белград                | Сербія               | 1 – 2                   | Португалія           | Відбір до ЧЄ 2016                         | -    | 46'      |
| 14-11-2015 | Краснодар              | Росія                | 1 – 0                   | Португалія           | товариський матч                          | -    |          |
| 25-3-2016  | Лейрія                 | Португалія           | 0 – 1                   | Болгарія             | товариський матч                          | -    |          |
| 2-6-2016   | Лондон                 | Англія               | 1 – 0                   | Португалія           | товариський матч                          | -    | 35'      |
| 6-7-2016   | Ліон                   | Португалія           | 2 – 0                   | Уельс                | ЧЄ 2016 - півфінал                        | -    | 71'      |
| 1-9-2016   | Порту                  | Португалія           | 5 – 0                   | Гібралтар            | товариський матч                          | -    |          |
| 13-11-2016 | Фару                   | Португалія           | 4 – 1                   | Латвія               | Відбір до ЧС 2018                         | 1    |          |
| 28-3-2017  | Фуншал                 | Португалія           | 2 – 3                   | Швеція               | товариський матч                          | -    |          |
| 9-6-2017   | Рига                   | Латвія               | 0 – 3                   | Португалія           | Відбір до ЧС 2018                         | -    |          |
| 18-6-2017  | Москва                 | Росія                | 0 – 1                   | Португалія           | Кубок Конфедерацій                        | -    |          |
| 24-6-2017  | Санкт-Петербург        | Нова Зеландія        | 0 – 4                   | Португалія           | Кубок Конфедерацій                        | -    |          |
| 28-6-2017  | Казань                 | Португалія           | 0 – 0 д.ч. (0 – 3 п.п.) | Чилі                 | Кубок Конфедерацій                        | -    | 111'     |
| 3-9-2017   | Будапешт               | Угорщина             | 0 – 1                   | Португалія           | Відбір до ЧС 2018                         | -    |          |
| 23-3-2018  | Цюрих                  | Португалія           | 2 – 1                   | Єгипет               | товариський матч                          | -    | 88'      |
| 7-6-2018   | Лісабон                | Португалія           | 3 – 0                   | Алжир                | товариський матч                          | -    | 57'      |
| Усього     |                        | Матчів (7 місце)     | 96                      |                      | Голів (Збірна Португалії з футболу місце) | 11   |          |

## Статистика виступів

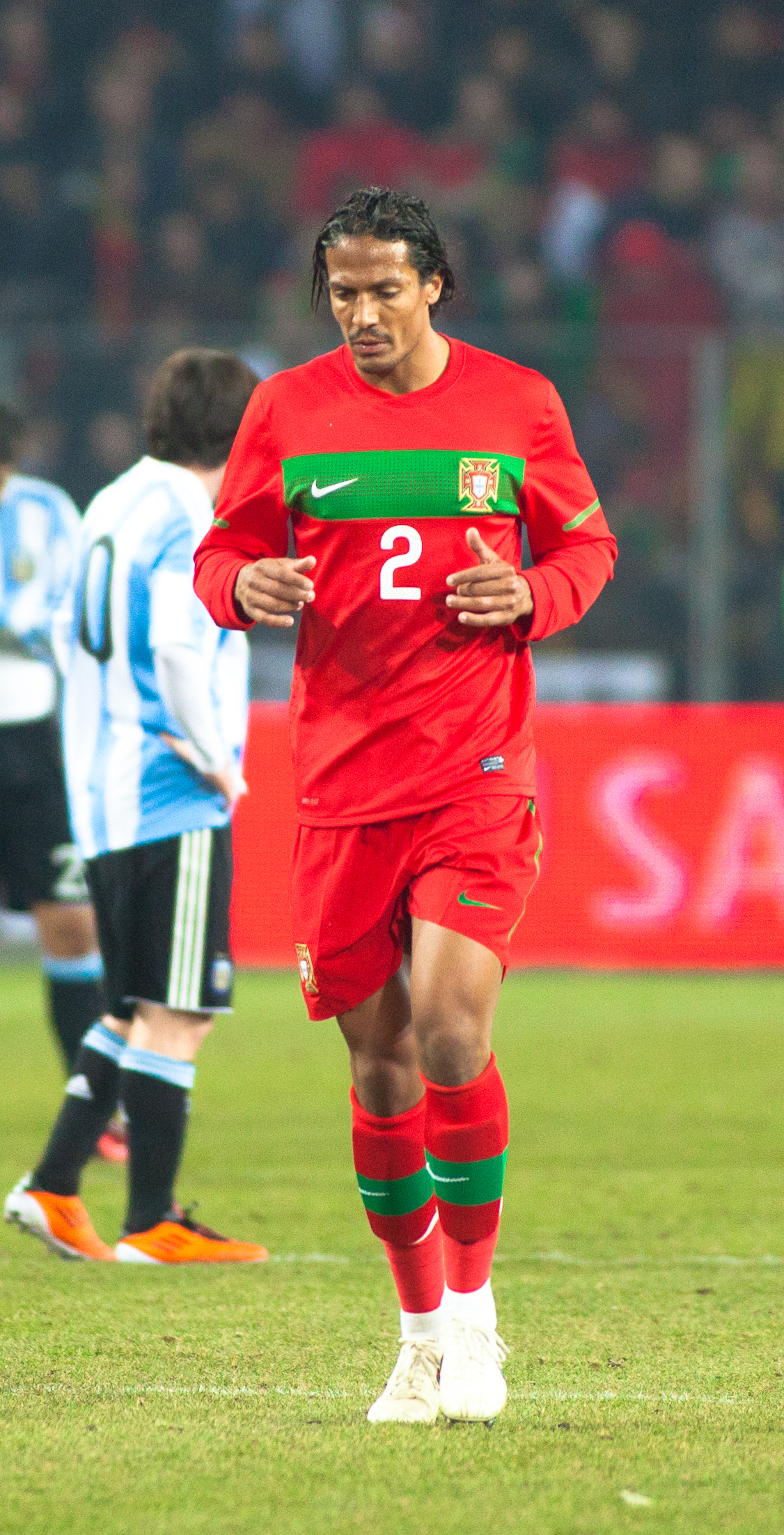
Бруну Алвіш у складі збірної Португалії. 2011 рік.

## Титули і досягнення
Збірна Португалії
- Чемпіон Європи: 2016

«Порту»
- Чемпіон Португалії: 2005-06, 2006-07, 2007-08, 2008-09
- Володар кубка Португалії: 2005-06, 2008-09, 2009-10
- Володар Суперкубка Португалії: 2006, 2009

«Зеніт»
- Чемпіон Росії: 2010, 2011-12
- Володар Суперкубка Росії: 2011

«Фенербахче»
- Чемпіон Туреччини: 2013-14
- Володар Суперкубка Туреччини: 2014

## Особисте життя
Алвеш — син бразильського футболіста Вашингтона, який виступав у Португалії, і португальської матері, яка працювала швачкою. Обидва брата Бруну, Жералду і Жуліу, також є футболістами. Дядько Бруну, Жералдо Клеофас Діас Алвес (на прізвисько Жералдо Ассовіадор), був одним з найяскравіших бразильських гравців середини 1970-х років. Встигнувши зіграти до 22 років 7 матчів за національну збірну Бразилії, Жералдо помер під час операції на мигдалинах від анафілактичного шоку у середині 1976 року.
Алвеш одружений. Дружина Хут. У пари двоє дітей — син Леонарду і донька Адріана.